# Белопоясничная траурная мухоловка
Белопоясничная траурная мухоловка (лат. Peneothello bimaculata) — вид птиц из семейства австралийские зарянки.
Признаются два подвида — номинативный и vicaria.

## Описание
Длина 13-14 см. Оперение чёрное с белыми зонами. Клюв и ночи чёрные, глаза — тёмно-коричневые.

## Распространение
Обитают в горной части Новой Гвинеи на высотах от 300 до 1700 м.
Питаются насекомыми.

## Систематика
Система Сибли и Алквиста помещает этот вид птиц и многие близкие к нему в большую группу Corvida. Между тем, молекулярные исследования и текущий консенсус относят их к очень раннему ответвлению Passerida, то есть «продвинутым» певчим птицам.